# Tempelberg (Niederösterreich)
Der Tempelberg ist eine  403 m ü. A. hohe Erhebung im Wienerwald und einer der letzten Ausläufer der Alpen. Am Fuße des Berges liegt Burg Greifenstein. Die nächstgelegenen Orte Altenberg, Greifenstein und Hadersfeld sind Katastralgemeinden der niederösterreichischen Gemeinde Sankt Andrä-Wördern. Rund zwei Kilometer von der Erhebung entfernt liegt das Donaukraftwerk Greifenstein. 
Trotz der geringen Höhe des Berges hat man von der Tempelbergwarte am Gipfel ein weites Panorama, welches im Norden jenseits der Donau das Weinviertel sowie nach Süden hin beinahe den gesamten Wienerwald umfasst und bei guter Sicht bis zum Ötscher reicht. 
Der Tempelberg kann über zahlreiche markierte Wanderwege erreicht werden. Sie nehmen ihren Ausgang beispielsweise in Wördern, Altenberg, Greifenstein, Höflein an der Donau oder Kritzendorf. 